# OHK Dynamo
Der OHK Dynamo (russisch Объединённый Хоккейный Клуб Динамо) war ein 2010 gegründeter Eishockeyklub aus der Oblast Moskau, der seine Heimspiele in der Malaja Sportiwnaja Arena des Sportpalasts Luschniki austrug. Die Vereinsfarben waren die des Vorgängervereins Dynamo Moskau, blau und weiß. Im Juli 2012 kehrte der Verein zu seinem originalen Namen und unter das Dach des Sportklubs Dynamo zurück.

## Geschichte
Die Mannschaft entstand im Anschluss an die Saison 2009/10 aus der Fusion des Traditionsvereins HK Dynamo Moskau mit dem in den letzten Jahren sportlich erfolgreicheren HK MWD Balaschicha. Im Zuge der Fusion war geplant, die Heimspiele des Klubs sowohl in der Balaschicha-Arena, als auch in der Megasport-Arena auszutragen. Letztlich entschied sich das Management aber, alle Heimspiele im Heimstadion des HK Dynamo Moskau, dem Sportpalast Luschniki, auszutragen. Mit dem HK Dynamo Twer wurde ein Farmteam für die Wysschaja Hockey-Liga gegründet. Zudem etablierte der OHK Dynamo ein Juniorenteam in der Molodjoschnaja Chokkeinaja Liga, die Scheriff Twer.
Zum Auftakt der Saison 2010/11 gewann der Club den Eröffnungspokal Kubok Otkrytija mit einem Sieg gegen den Ak Bars Kasan. Am Ende der Hauptrunde belegte Der OHK den zweiten Platz in der West-Staffel der KHL, schied aber im Achtelfinale der folgenden Playoffs gegen Dinamo Riga aus. Im Sommer 2011 zogen beide Farmteams des OHK nach Balaschicha in die Balaschicha-Arena um und wurden in HK Dynamo Balaschicha respektive HK MWD umbenannt. Bereits in der zweiten Saison des fusionierten Clubs konnte dieser den Gagarin-Pokal durch einen 4:1-Sieg in der Finalserie gegen HK Awangard Omsk gewinnen.
Im Juli 2012 nahm der Verein den Namen des Vorgängervereins an, zudem trat zeitgleich Präsident Michail Tjurkin zurück.